# Тьяго Алвес
Тьяго Алвес  (порт. Thiago Alves, 26 липня 1986) — бразильський волейболіст, олімпійський медаліст.

## Виступи на Олімпіадах
| Олімпіада   | Дисципліна | Місце |
| ----------- | ---------- | ----- |
| Лондон 2012 | волейбол   | 2     |